# Сэккан сэйдзи
Сэкка́н сэ́йдзи (яп. 摂関政治, せっかんせいじ, «режим регентов и советников») — термин японской историографии, которым обозначают режим верховенства Императорских регентов сэссё и советников кампаку из рода Фудзивара в японском политикуме IX—XI веков середины периода Хэйан.

## История
Начало господства представителей рода Фудзивара связывают с Фудзиварой-но Ёсифусой, который в 857 (866) году был назначен на должность регента сэссё при малолетнем Императоре. В 887 году его племянник и названый сын Фудзивара-но Мотоцунэ получил должность советника кампаку. Из-за вмешательства Сугавары-но Митидзанэ влияние Фудзивара на Императорский двор ослабло на полвека, однако затем, в 967 году, внук Мотоцуны, Фудзивара-но Санэёри, был назначен на должность советника, а через два года — на должность регента. Его потомки объединяли эти должности и фактически монопольно правили Японией до средины XI века.
В 1089 году влияние Фудзивара было существенно ограничено появлением института экс-Императора инсэй. С XII века, когда назначение на должности регентов сэссё и советников кампаку стало формальностью, главы этого рода утратили реальный контроль над государственными делами.